# 오타역 (가가와현)
오타역(일본어: 太田駅)은 일본 가가와현 다카마쓰시에 위치한 다카마쓰코토히라 전기철도 고토히라 선의 철도역이다. 상대식 승강장 2면 2선의 구조를 갖춘 지상역이며, 역 구내에 IruCa 취급 및 발권 창구가 역 구내에 있다.

## 타는 곳
| 1 | ■ 고토히라 선 | 상행 | 가와라마치 · 다카마쓰칫코 방면                |
| 2 | ■ 고토히라 선 | 하행 | 이치노미야 · 다키노미야 · 고토덴코토히라 방면 |

## 이용 현황
| 승차 인원 추이 | 승차 인원 추이 |
| 연도           | 1일 평균       |
| -------------- | -------------- |
| 2011           | 3,387          |
| 2012           | 3,608          |
| 2013           | 3,789          |
| 2014           | 3,913          |
| 2015           | 4,127          |

## 역 주변
- 국도 제193호선
- 가가와 현도 147호 오타카미마치시도 선
- 가가와 현도 166호 이와사키타카마쓰 선
- 가가와 현도 171호 고쿠부지오타카미마치 선
- 가가와 현도 280호 다카마쓰카가와 선
- 시코쿠 전력 사택
- 가가와 대학 교육학부 부속 중학교

## 인접 역
| 다카마쓰코토히라 전기철도 고토히라 선 | 다카마쓰코토히라 전기철도 고토히라 선 | 다카마쓰코토히라 전기철도 고토히라 선 |
| ------------------------------------- | ------------------------------------- | ------------------------------------- |
| K 04 산조 다카마쓰칫코 방면           | ■ 고토히라 선                         | 붓쇼잔 K 06 고토덴코토히라 방면       |